# Męczennica

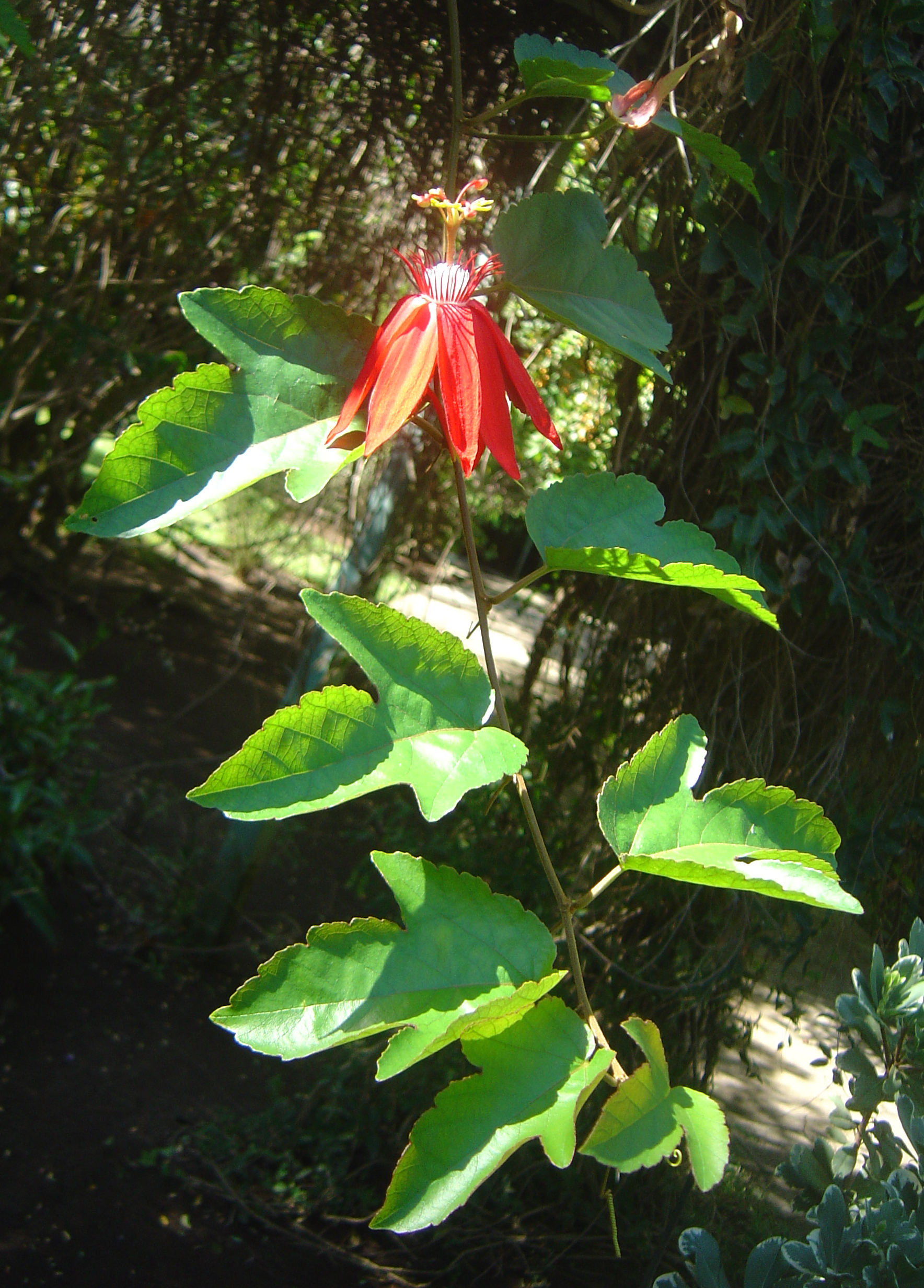
Passiflora vitifolia

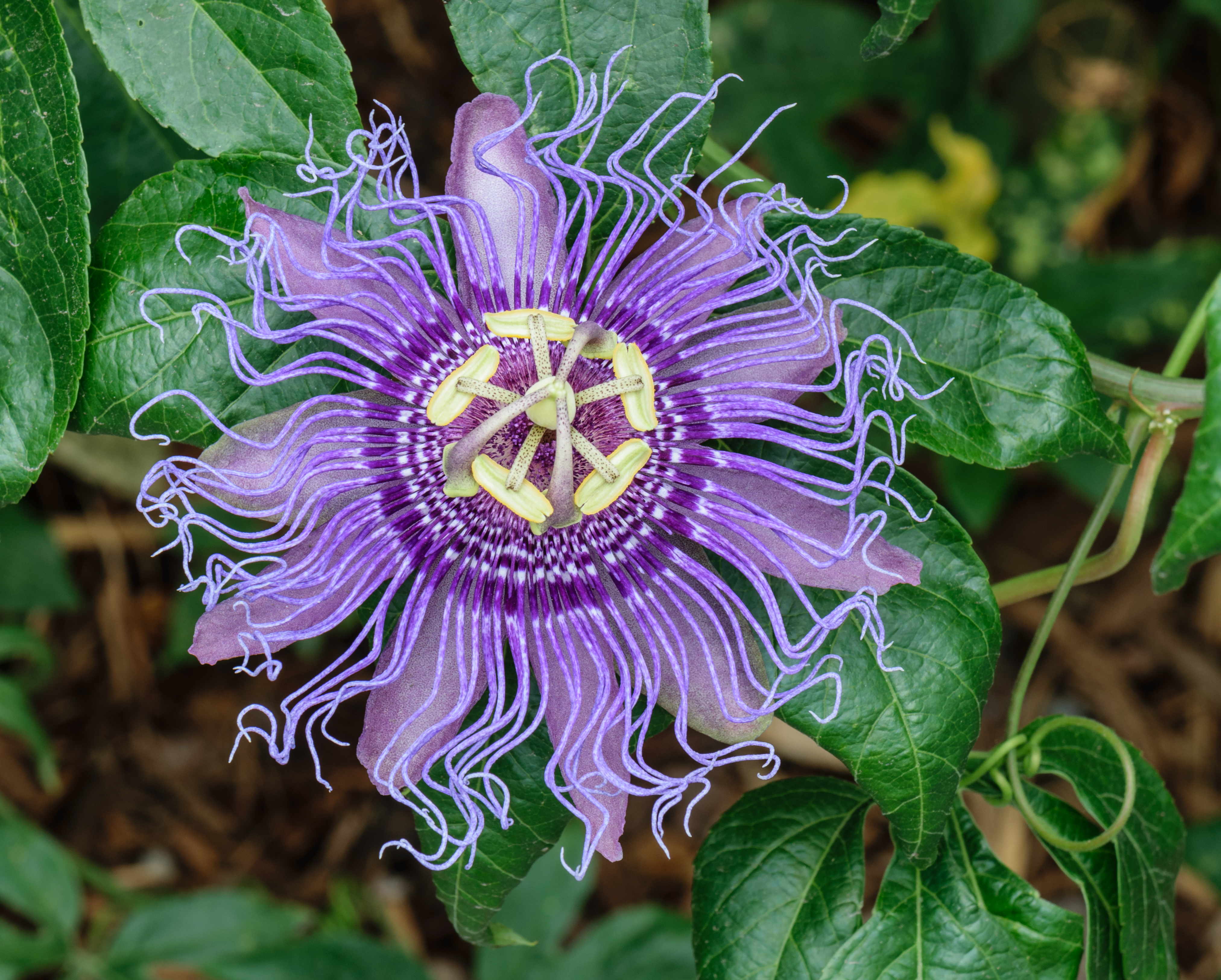
Męczennica cielista

Męczennica (Passiflora L.) – rodzaj roślin z rodziny męczennicowatych (Passifloraceae Juss. ex Kunth in Humb.). Obejmuje co najmniej 513–567 gatunków. Występują one głównie w strefach międzyzwrotnikowej i podzwrotnikowej obu Ameryk, 24 gatunki rosną poza tym także w Azji Południowo-Wschodniej, w północnej Australii i na wyspach Oceanu Spokojnego. Centrum zróżnicowania rodzaju znajduje się w tropikach Ameryki Południowej – tylko w Kolumbii rośnie ponad 100 gatunków reprezentujących niemal wszystkie sekcje rodzaju. W USA rośnie 18 gatunków.
Liczne gatunki uprawiane są w ciepłych regionach całego świata (w strefie międzyzwrotnikowej rosną też zdziczałe poza zasięgiem rodzaju – zwłaszcza w Afryce, niektóre gatunki są inwazyjne także w Nowej Zelandii i na Hawajach). Wykorzystywane są jako rośliny ozdobne i jadalne. Uprawiane są także w kolekcjach i oranżeriach. Męczennica, a dokładnie męczennica błękitna P. caerulea, do Europy została sprowadzona w XVIII wieku. 

## Morfologia

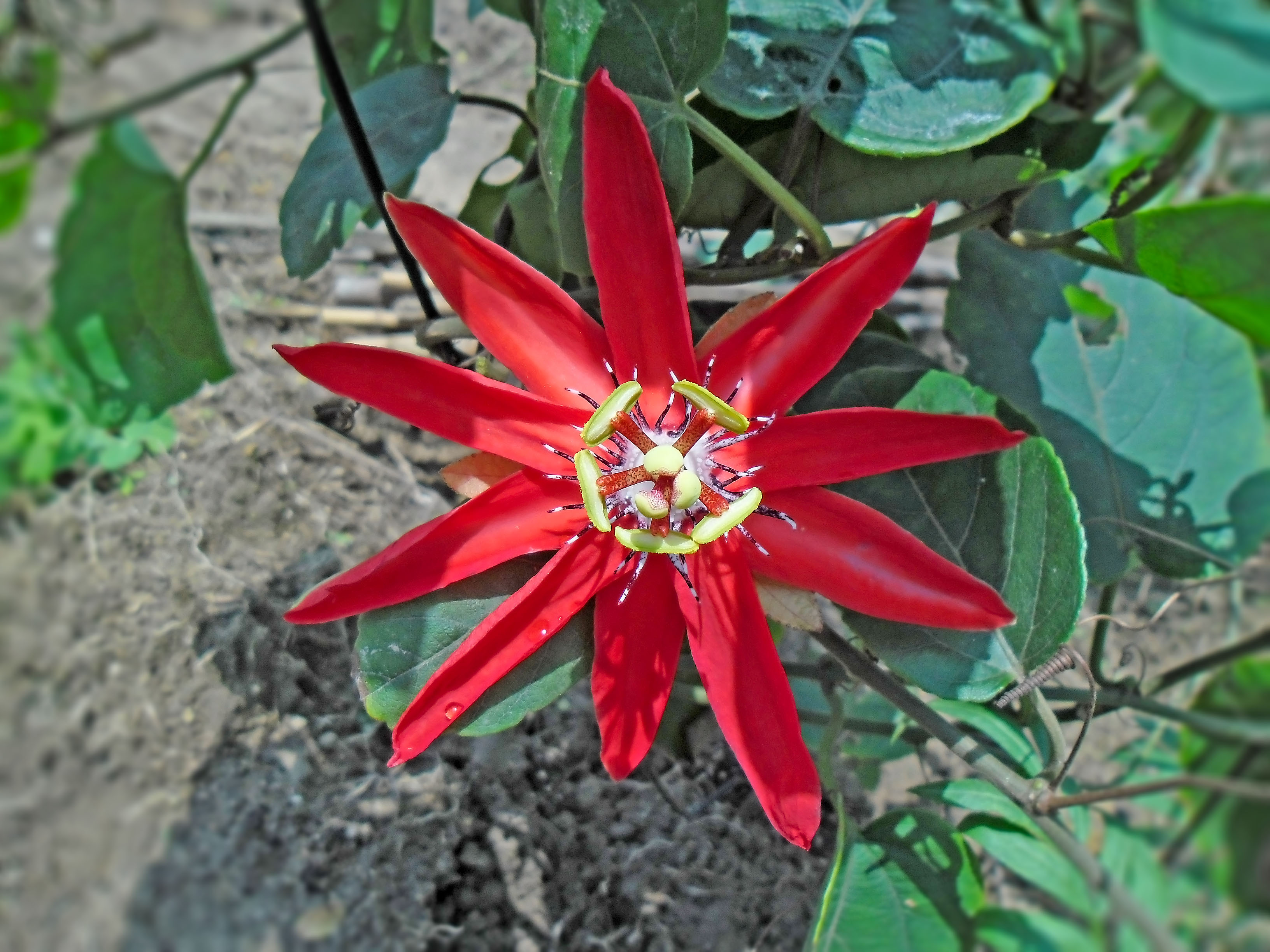
Passiflora miniata

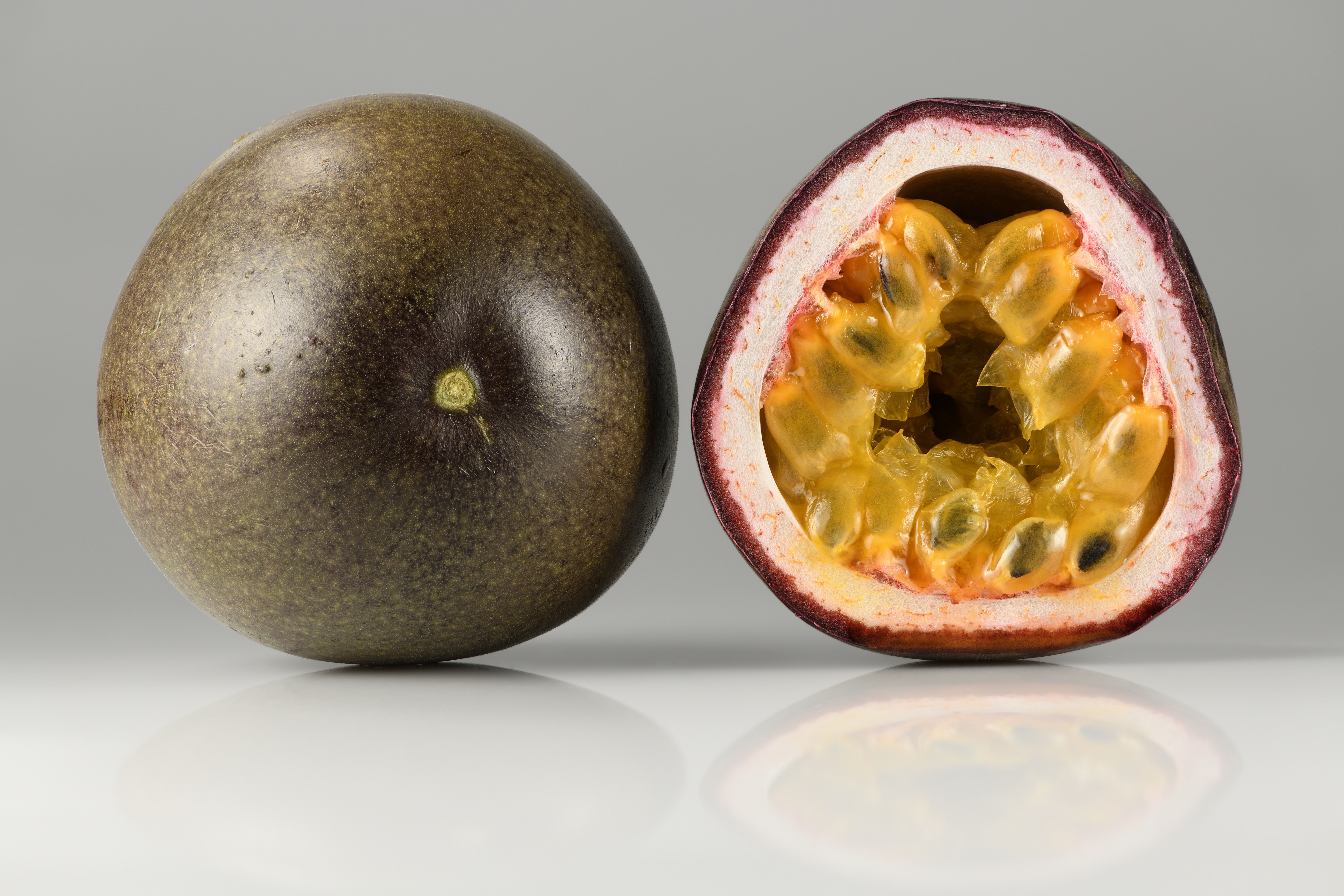
Owoce męczennicy jadalnej

PokrójPnącza zielne, drewniejące u nasady lub zdrewniałe (od niewielkich roślin o wysokości ok. 0,5 m do lian osiągających 35 m długości). Nieliczne gatunki mają pokrój drzew, zwykle niewielkich, słabo rozgałęzionych, z pojedynczym pniem. Pięć gatunków rośnie w formie drzew osiągających do 15 m wysokości i 20 cm średnicy pnia (P. lindeniana, P. sphaerocarpa, P. arborea, P. tica, P. emarginata). Około połowa gatunków jest całkowicie naga, a reszta owłosiona w różnym stopniu i w różny sposób, przy czym rzadko występuje owłosienie gruczołowate, haczykowate lub szczeciniaste. Łodygi są zwykle obłe, rzadziej kanciaste, czasem ostrokanciaste lub oskrzydlone, wyjątkowo bywają także taśmowato spłaszczone. Są proste – nie owijają się wokół podpór. Rośliny wyposażone są w wąsy czepne, najczęściej proste, rzadziej rozgałęzione, czasem przekształcone w ciernie. Wąsy czepne są najprawdopodobniej zmodyfikowanymi szypułami kwiatostanów (u niektórych gatunków wąs czepny jest przedłużeniem osi kwiatostanu). Rosnąc końce wąsa wykonują ruchy koliste lub elipsoidalne w poszukiwaniu podpory, a po natrafieniu na nią owijają się wokół niej i nieco jeszcze wydłużają. U P. discophora wąs czepny jest rozgałęziony i zakończony płytkowatymi przylgami.
LiścieWiecznie zielone lub zrzucane co roku. Naprzemianległe, proste lub złożone. Osadzone na ogonkach liściowych wspartych przylistkami. Przylistki są różnie wykształcone – od drobnych i szybko odpadających, poprzez szczeciniaste i nitkowate, do lancetowatych i liściokształtnych, włącznie z okazałymi (np. P. galbana), czasem głęboko podzielonymi (np. P. pinnatistipula). Blaszka liściowa bardzo zróżnicowana u różnych gatunków i często w obrębie poszczególnych osobników, na różnych etapach wzrostu (heterofilia). Blaszka osiąga różne rozmiary – od 0,5 cm długości u P. fruticosa do niemal 1 m u P. macrophylla. Może być pojedyncza i niepodzielona, lub z dwiema, trzema (najczęściej) lub większą liczbą (do 9) klap.
KwiatyObupłciowe. Zazwyczaj wyrastają pojedynczo lub zebrane parami. Czasem pędy kwitnące mają skrócone międzywęźla i zredukowane liście, w efekcie tworząc wielokwiatowe kwiatostany złożone. Kwiaty osiągają bardzo zróżnicowane rozmiary – od drobnych kwiatów o średnicy mniejszej niż 1 cm (P. suberosa) do 18–22 cm (P. insignis, P. vitifolia, P. speciosa). Wsparte są trzema liśćmi okrywającymi (przysadkami) osiągającymi bardzo różne rozmiary i kształty, zrastającymi się lub pozostającymi wolnymi, pełniącymi ważną funkcję diagnostyczną. Dno kwiatowe jest rozszerzone i często wystaje poza okwiat tworząc na wysokości zalążni tzw. wieczko (operculum). Działek kielicha jest zwykle 5. Płatków korony jest także zwykle 5 (rzadko ich brak), są one podobne do działek kielicha lub często mniejsze i delikatniejsze od nich, rzadko większe. Najbardziej efektowny element kwiatu stanowi przykoronek wyrastający wewnątrz korony, zazwyczaj mający formę długich i licznych nitek. Nitki 5 pręcików zrośnięte są ze słupkiem tworząc kolumnę androgynoforu, przy czym pylniki wyrastają ponad jego brzeg. Na szczycie androgynoforu znajdują się zwykle trzy maczugowate lub tarczowate znamiona. Jednokomorowa zalążnia tworzona jest przez trzy zrośnięte owocolistki.
OwoceJednokomorowe jagody o różnej wielkości zawierające pojedyncze lub bardzo liczne nasiona otoczone galaretowatą lub zmięśniałą osnówką. Rzadko owoc to torebka otwierająca się lub z brzegami nieregularnie rozchodzącymi się. Owocnia jest różnie wykształcona – rzadko skórzasta lub nawet drewniejąca z zewnątrz, zazwyczaj zmięśniała, z zewnętrzną warstwą cienką i papierzastą.

## Systematyka
Synonimy
Anthactinia  Bory ex M. Roem., Asephananthes Bory, Baldwinia Raf., Ceratosepalum Oerst., Cieca Medik., Decaloba M. Roem., Disemma Labill., Granadilla Mill., Hollrungia K. Schum., Monactineirma Bory. Murucuja Medik., Pentaria M. Roem., Poggendorffia H. Karst., Tacsonia Juss., Tetrapathea (DC.) Rchb., Tetrastylis Barb. Rodr.
Pozycja systematyczna
Rodzaj należy do podrodziny Passifloroideae, rodziny męczennicowatych.
Podział systematyczny
W obrębie rodzaju ponad pół tysiąca zaliczanych tu gatunków dzielonych jest na cztery podrodzaje i kilkadziesiąt sekcji i nadsekcji (w niektórych ujęciach 22 podrodzaje). Podrodzaj Astrophea obejmuje ok. 57 gatunków występujących w Ameryce Południowej (dwa sięgają także do Ameryki Centralnej). Należą tu drewniejące liany i niewielkie drzewa o liściach niepodzielonych i z pierzastym żyłkowaniem, z drobnymi przylistkami i przysadkami. Podrodzaj Deidamioides obejmuje 13 gatunków. Są to pnącza, w tym drewniejące występujące w Ameryce Południowej i Centralnej. Przylistki i przysadki są drobne. Kwiaty są białe, zielonkawe do żółtych. Podrodzaj Decaloba obejmuje ponad 200 gatunków występujących w całym zasięgu rodzaju (także poza kontynentami amerykańskimi). Są to pnącza o drobnych kwiatach i owocach, o liściach zwykle dwuklapowych. Podrodzaj Passiflora obejmuje ok. 250 gatunków występujących na obu kontynentach amerykańskich. Należą tu pnącza o okazałych kwiatach, liściach zwykle trójklapowych.
- męczennica błękitna, m. modra (Passiflora caerulea)
- męczennica cielista (Passiflora incarnata)
- męczennica groniasta (Passiflora racemosa)
- męczennica jadalna (Passiflora edulis)
- męczennica miękka (Passiflora mollissima)
- męczennica olbrzymia (Passiflora quadrangularis)
- męczennica wawrzynolistna (Passiflora laurifolia)

## Biologia i ekologia
Większość przedstawicieli rodzaju to rośliny wieloletnie. Do rocznych należą tylko P. gracilis i P. tenella, ale też jest wiele gatunków zimujących tylko w postaci korzeni – ich pędy nadziemne są roczne. Męczennice rozprzestrzeniają się za pomocą nasion, jednak w niektórych przypadkach rozrastają się także za pomocą kłączy i odrostów korzeniowych. Kwiaty zapylane są przez owady, ptaki (kolibry) i nietoperze. Nasiona rozsiewane są przez żywiące się owocami ptaki i ssaki, w tym nietoperze.
Męczennice rozwijają się w lasach, zwykle na ich skrajach, wspinając się na inne rośliny i drzewa, czasem też rosną na terenach skalistych.
Męczennica jest rośliną pokarmową motyli z rodzaju Heliconius, a relacja między tymi rodzajami jest przykładem koewolucji. Presją roślinożernych gąsienic motyli tłumaczona jest ogromna zmienność kształtów liści, która interpretowana jest jako próba zmylenia owadów szukających pożywienia na podstawie rozpoznawalnych wzorców kształtów liści. Liście męczennic zawierają też toksyczne glikozydy cyjanogenne, które aczkolwiek trujące dla wielu roślinożerców – nie działają toksycznie na gąsienice Heliconius, zawierające enzymy rozkładające te glikozydy i przetwarzające je w inne toksyny chroniące z kolei jaskrawo zabarwione gąsienice przed spożyciem przez drapieżniki. Inny mechanizm obronny męczennic to wytwarzanie na różnych częściach roślin miodników pozakwiatowych, wabiących mrówki, które są naturalnym wrogiem gąsienic. Niektóre męczennice (P. auriculata i P. retipetala) tworzą żółtopomarańczowe wyrostki na przylistkach i ogonkach wyglądające jak jaja motyli, zniechęcające motyle jako wyglądające na już „zajęte”. W końcu niektóre gatunki męczennic (np. P. adenopoda i P. lobata) chronione są przez sztywne i haczykowate włoski, utrudniające przemieszczanie się gąsienic, czasem raniące i zabijające je.

## Zastosowanie
Około 60 gatunków ma jadalne owoce, z czego 5 jest często uprawianych w różnych rejonach świata. Do popularnych gatunków jadalnych należy męczennica jadalna P. edulis o owocach długości do 9 cm, o miąższu żółtej barwy, aromatycznym i kwaskowatym. Z osiągających 4 kg owoców P. macrocarpa sporządza się lemoniadę. Uprawiane są dla owoców także: P. ligularis i P. mollissima. W przypadku męczennicy olbrzymiej P. quadrangularis, poza owocami osiągającymi 30 cm długości, jadalne są także bulwy. Liczne gatunki są uprawiane jako rośliny ozdobne. Do najpopularniejszych należy męczennica błękitna P. coerulea. Wyhodowano bardzo liczne odmiany uprawne wielu gatunków, w tym do początków XXI uzyskano ok. 400 mieszańców.
Liście wielu gatunków mają właściwości przeciwskurczowe i uspokajające. Jednak wegetatywne części licznych gatunków oraz ich młode owoce zawierają duże stężenie glikozydów cyjanogennych, które mogą powodować śmiertelne zatrucia. Alkaloidy męczennicy cielistej P. incarnata wykorzystywane są leczniczo. 
Jako rośliny żywicielskie motyli męczennice uprawiane bywają także w motylarniach – pawilonach, w których eksponowane są te owady.

## Etymologia i znaczenie w kulturze
Rośliny z rodzaju męczennica były użytkowane i uprawiane jako owocowe przez Indian i przez Europejczyków opisywane były początkowo jako rośliny owocowe – granadilla (pierwszą wzmiankę w „Historii Peru” zamieścił w 1553 Pedro Cieza de León). W 1609 dominikański mnich Simone Parlasca z Bolonii przedstawił kwiat opisując jego budowę jako odzwierciedlającą symbole związane z Męką Pańską (Fiore della Granadiglia overo della passione di nostro Signore Giesu Christo – kwiat granadilli lub  Męki Pańskiej Jezusa Chrystusa). Szybko to zostało podchwycone i rozpowszechnione w rycinach i utworach, ze szczegółową interpretacją budowy kwiatu i całego pędu opisaną przez Giacomo Bosio w 1610. W ikonografii chrześcijańskiej męczennica stała się bardzo popularna. Trzy podkwiatki symbolizować miały Trójcę Świętą, pięć działek i pięć podobnych do nich płatków symbolizowało 10 apostołów (bez Judasza i Piotra), postrzępiony przykoronek to korona cierniowa (według tradycji z 72 cierniami), androgynofor miał być kolumną, przy której Chrystusa biczowano, pylniki symbolizowały bicz, a pięć czerwonych plamek we wnętrzu kwiatu – rany Chrystusa, trzy znamiona słupka symbolizowały gwoździe, którymi przybito Chrystusa do krzyża. Dodatkowo w trójdzielnych liściach widziano nawiązanie do zaostrzonych lancy, a jasne gruczołki na dolnej stronie liści symbolizować miały judaszowe srebrniki. Doszukiwano się także kolejnych lub innych interpretacji. Spowodowały one wielką popularność męczennicy w XVII wieku w Europie, która jednak przygasła wraz z oświeceniem. Kolejna fala popularności męczennicy rozwinęła się w XIX wieku wraz z rosnącą popularnością ogrodów botanicznych i szklarni.
W związku z interpretacją budowy rośliny nazwana została ona w nawiązaniu do Męki Pańskiej zarówno w wielu językach zwyczajowo jak i w nazwie naukowej, utworzonej z łacińskiego passio – męka, pasja i flos – kwiat.